# Seeing Double (film)
Pour les articles homonymes, voir Seeing Double.
Pour plus de détails, voir Fiche technique et Distribution.
Seeing Double est une comédie musicale britannique de Nigel Dick réalisée en 2003, mettant en scène le groupe S Club 7.

## Synopsis
Victor Gaghan, un scientifique maléfique, crée ses clones S Club. Après avoir passé la journée à promouvoir et à se produire, le groupe se réjouit d'avoir du temps libre. Leur manager, Alistair, les informant qu'ils partiront pour Los Angeles à sept heures du matin le jour suivant. À l'hôtel, les membres du Club S ignorent Alistair et après qu'ils entrent dans leur chambre, Alistair est attaqué par l'assistante scientifique Susan Sealove. 
Hannah pense qu'elle devient folle quand elle voit le club S cloné en direct à la télévision dans un café,  les autres commencent à penser qu'ils sont des sosies étranges, tous les membres décident de quitter rapidement l'hôtel et s'envolent vers Los Angeles mais soudainement ils sont cassés et jetés en prison et accusés à tort d'usurper l'identité. En prison, ils apprennent que le gardien aime danser et s'échapper, ils chantent Do not Stop Movin' et se rendent chez leur amie Natalie. Elle les aide à se rendre à Los Angeles en les déguisant en fans de football de la coupe du monde anglaise afin qu'ils puissent arrêter ceux qui usurpent leur identité et ne plus être arrêtés par la police espagnole.

À Los Angeles, le groupe tente mais ne parvient pas à se rapprocher de leur double, alors ils décident de changer leur Hannah, Rachel et Jon pour leurs copies.

## Fiche technique
- Titre original : Seeing Double
- Titre français : S Club, le film
- Réalisateur : Nigel Dick
- Producteurs : Simon Fuller et Alan Barnette
- Distribution : Columbia Pictures
- Genre :  Comédie de science-fiction, comédie musicale
- Durée : 91 minutes
- Date de sortie : 11 avril 2003

## Distribution
- Tina Barrett
- Jon Lee
- Bradley McIntosh
- Jo O'Meara
- Hannah Spearritt
- Rachel Stevens